# Catagramma oberthueri
Catagramma oberthueri är en fjärilsart som beskrevs av Embrik Strand 1914. Catagramma oberthueri ingår i släktet Catagramma och familjen praktfjärilar. Inga underarter finns listade i Catalogue of Life.